# Seamaster-Klasse (2002)
Die Seamaster-Klasse ist eine Klasse von zwei RoPax-Fähren, die zwischen 2002 und 2003 für Stena Line gebaut wurden.

## Antrieb
Die Schiffe der Seamaster-Klasse besitzen vier MAN-B&W-Dieselmotoren. Die Leistung beträgt etwa 26.000 kW. Die vier Motoren treiben zwei Verstellpropeller an. Die Bordstromversorgung erfolgt über zwei Wellengeneratoren mit jeweils 2.400 kW und vier MAN-B&W-Dieselgeneratoren vom Typ 8L23/30H mit jeweils 1.200 kW.

## Einheiten
| Seamaster-Klasse    | Seamaster-Klasse    | Seamaster-Klasse | Seamaster-Klasse | Seamaster-Klasse |
| Bauname             | Ablieferung/Baujahr | Baunummer        | IMO-Nummer       | Umbenennungen und Verbleib |
| ------------------- | ------------------- | ---------------- | ---------------- | --- |
| Stena Adventurer    | 2003                | 1393             | 9235529          | so in Fahrt |
| Stena Britannica II | 2003                | 1392             | 9235517          | Stena Britannica (2003) → 2007 auf der Lloyd-Werft verlängert → Britannica (2010) → Stena Scandinavica IV (2011) → Stena Scandinavica (2011) → in Fahrt |

## Galerie

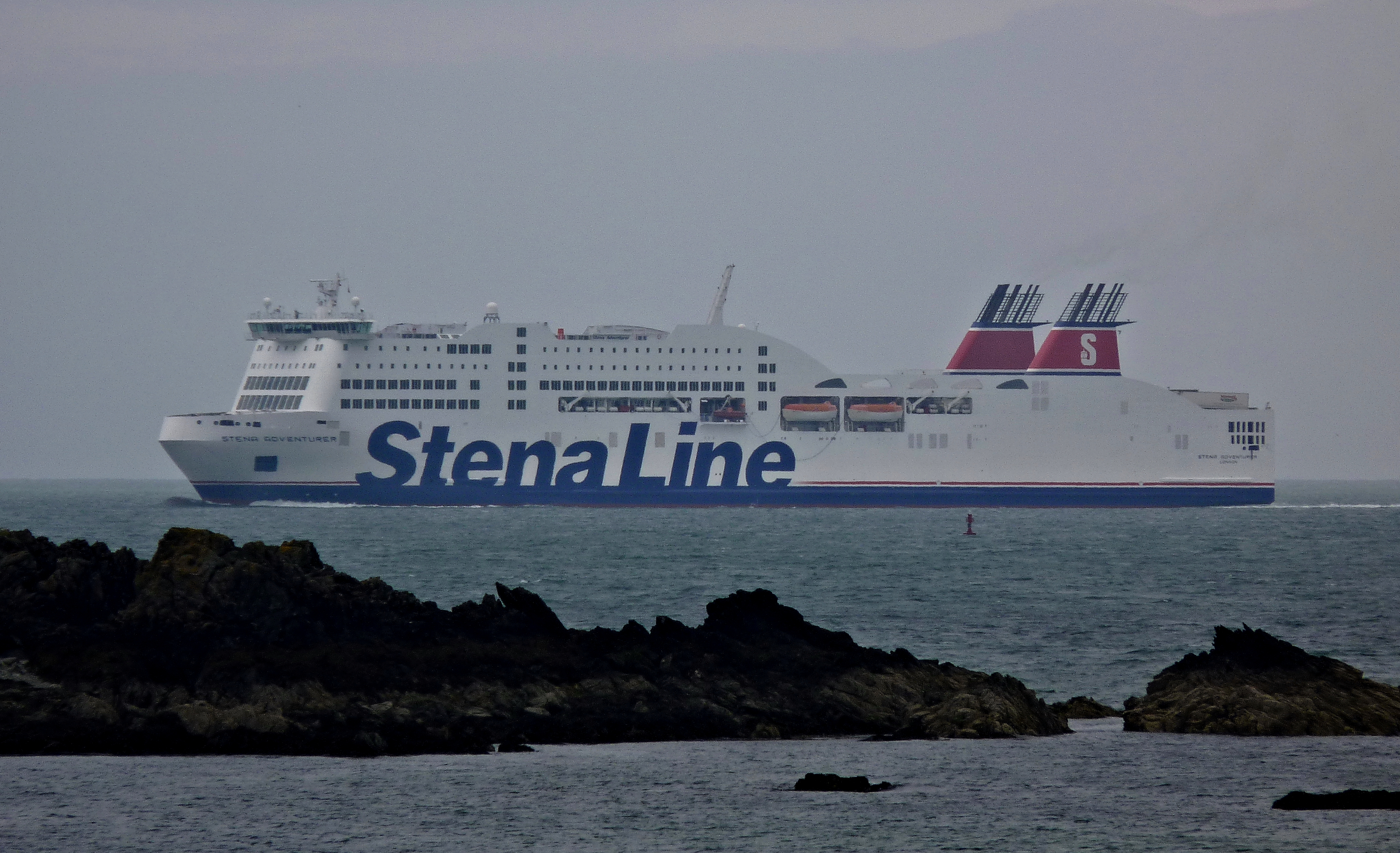
Stena Adventurer
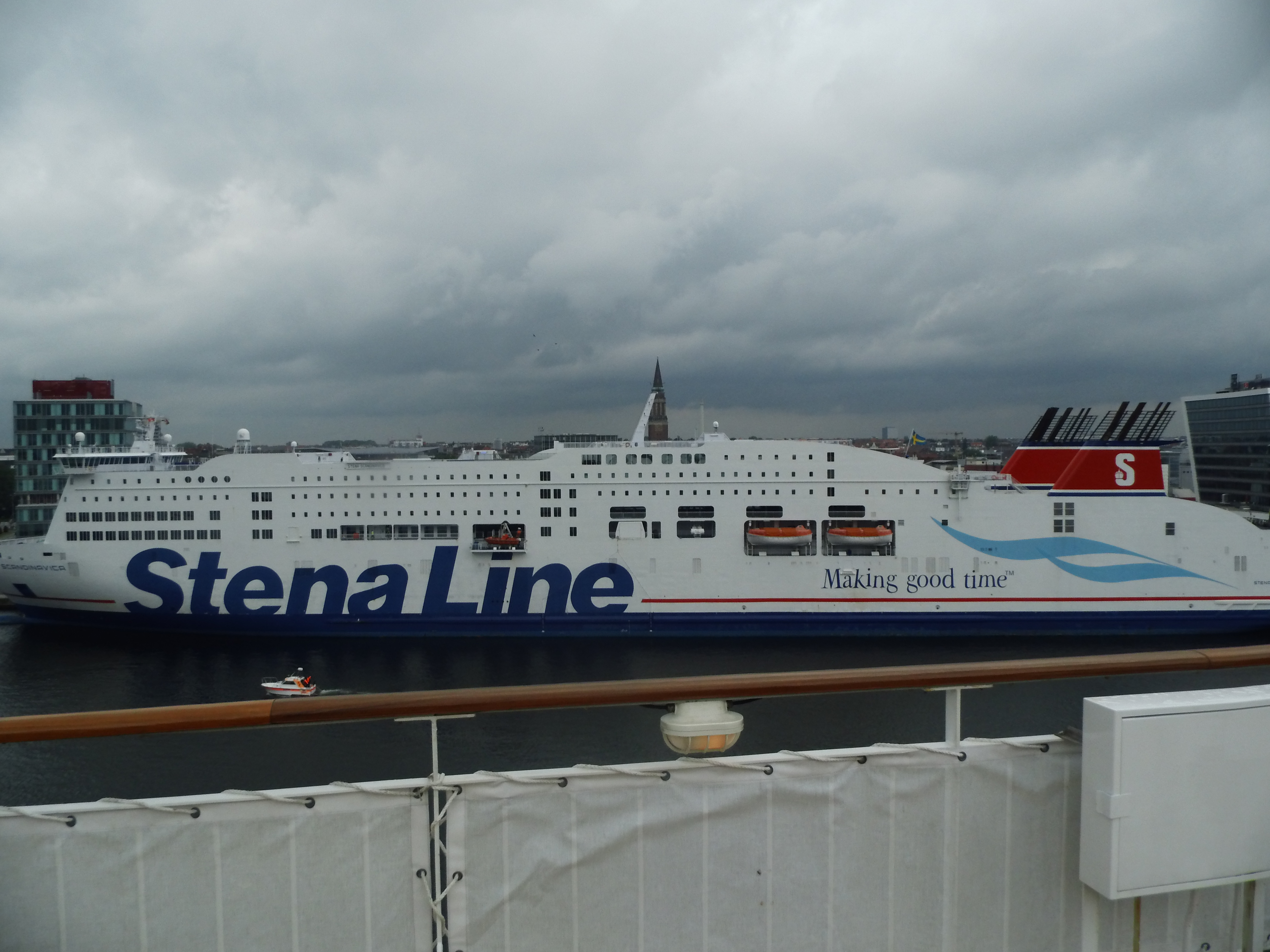
Stena Scandinavica